# Furcula hermelina
Furcula hermelina är en fjärilsart som beskrevs av Johann August Ephraim Goeze 1781. Furcula hermelina ingår i släktet Furcula och familjen tandspinnare. Inga underarter finns listade i Catalogue of Life.